# Sarah Gorelick
Sarah Ratley (Kansas City, 30 de agosto de 1933 - 18 de março de 2020) foi uma piloto norte-americana e um dos astronautas do grupo Mercury 13. 

## Biografia
Nascida em 30 de outubro de 1931, no Kansas, Gorelick aprendeu a voar, em 1949, e participou na Powder Puff Derby e viajou com as Ninety-Nines". Ela formou-se na Universidade de Denver com um Bacharel em Ciências, em Matemática, minor em física, química e aeronáutica, e em seguida, trabalhou como engenheira na AT&T.
Durante uma turnê pela Europa, ela ouviu falar de um programa de pesquisa espacial, que produziu o grupo Mercury 13 e foi convidada a tomar parte após o seu retorno. Ela foi submetida a testes invasivos, incluindo o congelamento do ouvido interno com água gelada para induzir vertigens. Ela disse, "os testes não incomodam em nada.... Quando você é jovem você aguenta com qualquer coisa. Minha mente estava focada: eu estava ali para passar."
Depois do Mercury 13, Gorelick tornou-se numa contabilista no Internal Revenue Service e, em 2007, recebeu um Doutorado de Ciência honrário da Universidade de Wisconsin.